# نبرد ناشی نو کیدایرا
نبرد ناشی نو کیدایرا (به ژاپنی: 梨の木平の戦い Battle of Nashinokidaira)، یکی از نبردهای متعددی بود که بین خاندان تاکدا و خاندان هوجوی اخیر در دوره سنگوکو انجام شد. در ۸ ژوئیه همان سال، نبرد توسط تاکدا نوبوتورا بر هوجو اوجی‌تسونا به پیروزی رسید.